# Deathmatch
Deathmatch (sv. Dödsmatch), även känt som Player vs All och Free-for-All, är ett spelläge som oftast förekommer i förstapersonsskjutarspel, i spelens flerspelardel. Deathmatch går ut på att en spelare måste fragga (döda) sina motståndare, så många som möjligt tills att ett visst mål är uppnått, till exempel 20 frags eller en speltid på 20 minuter. Den spelare som har fraggat flest spelare eller fått flest poäng förklaras som vinnare. Den fundamentala delen av en dödsmatch består i att varje spelare efter att de fraggats återigen respawnas (återupplivas), denna gång på en annan plats, vid någon av de "spawnpoints" som finns utplacerade. Utspritt på banan finns vanligtvis: vapen, medkits, power ups och i vissa spel ytterligare saker såsom "studsmattor" och körbara fordon.
Dödsmatcher har olika regler och mål beroende på spel, men ett exempel på en typisk FPS-dödsmatch är att varje spelare slåss mot alla andra spelare. Spelet börjar med att varje spelare spawnas (startar) på slumpmässiga platser i en bana utformad som en arena. Att vara spawnad innebär att man börjar en Dödsmatch med noll poäng, full hälsa, inga skydd och bär på ett vanligt skjutvapen och ett närstridsvapen. Efter att en spelare dör spawnas spelaren till en annan plats i banan, med fullt liv och med sitt primära vapen. I vissa spel kan man välja var man vill spawnas, och i andra spel kan man spawnas till en annan spelares position.
Andra multiplayer-spel kan också innehålla en singleplayer-deathmatch, där spelare slåss mot datorkontrollerade "bottar" i spelet, i stället för mot andra spelare via Internet. Deathmatch kan också ställas in till ett "Team Deathmatch"-läge, där grupper (vid namn klaner) samarbetar för att få ett högre kombinerat antal frags än de övriga lagen.
Termen deathmatch myntades av spelprogrammeraren John Romero medan han utvecklade det populära FPS-spelet Doom.

## Några spel där deathmatch förekommer
- Doom (1993)
- Quake (1996)
- Half-Life (1998)
- Quake III: Arena (1999)
- Unreal Tournament (1999)
- Half-Life 2: Deathmatch (2004)
- Datorspelsserien Call of Duty (2003–)
- "Postal 2" Share the Pain (Online) (2006)